# ワーズ・オブ・ラヴ
「ワーズ・オブ・ラヴ」（Words of Love）は、バディ・ホリーの楽曲である。1957年7月20日にコーラル・レコードより「メイルマン、ブリング・ミー・ノー・モア・ブルース」をB面に収録したシングル盤として発売された。楽曲発表後、ザ・ダイアモンズやビートルズによってカバーされた。

## オリジナル・バージョン
バディ・ホリーは、1957年3月にクロービスのスタジオで「ワーズ・オブ・ラヴ」を録音。ホリーには演奏したい2つのギターのパートがあったが、当時の技術では1つのテープ・レコーダーから別のテープ・レコーダーに1回の録音を行ない、その間に別のボーカルや楽器を2つ目のテープに同時録音するほかなかった。これにより、本作はホリーの楽曲で初めてオーバー・ダビングが行なわれた楽曲となっている。
アレンジが完成した後、1957年4月8日に本番となるレコーディングが行われた。演奏はいずれもホリー自身によるもので、最初にドラム、ベース、リズムギター、ボーカルが録音され、その後にリードギターの追加のボーカルのパートが加えられた。
1993年に同名のコンピレーション・アルバムが発売され、全英アルバムチャートで第1位を獲得した。同作は英国レコード産業協会からゴールド認定を受けている。

## カバー・バージョン

### ザ・ダイアモンズによるカバー
ザ・ダイアモンズによるカバー・バージョンは、1957年にマーキュリー・レコードよりシングル盤として発売された。このバージョンは、同年7月15日付のBillboard Top 40で最高位13位を記録した。
その後、1996年に発売されたコンピレーション・アルバム『The Best of The Diamonds: The Mercury Years』にも収録された。

### ビートルズによるカバー
ビートルズは、ホリーの楽曲を好んでおり、1961年から1962年にかけてキャヴァーン・クラブでのライブで「ワーズ・オブ・ラヴ」を演奏していた。1964年10月18日にEMIレコーディング・スタジオのスタジオ2で「ワーズ・オブ・ラヴ」のカバー・バージョンのレコーディングが行なわれた。なお、キャヴァーン・クラブでの演奏時は、ジョン・レノンとジョージ・ハリスンがボーカルを務めていたが、1964年のレコーディング時はレノンとポール・マッカートニーがボーカルを務めた。また、レコーディング時にリンゴ・スターは、曲に合わせて梱包用ケースの側面を叩いてリズムを取っている。
ビートルズによるカバー・バージョンは、イギリスでは1964年12月4日にパーロフォンから発売された『ビートルズ・フォー・セール』、アメリカでは1965年6月14日にキャピトル・レコードから発売された『ビートルズ VI』に収録された。
1963年7月16日にBBCラジオの『Pop Go The Beatles』用に演奏が録音され、同年8月20日に放送された。2013年に発売された『オン・エア〜ライヴ・アット・ザ・BBC Vol.2』に、当時の演奏が収録された。同作のプロモーション用にミュージック・ビデオが制作されており、2015年に発売された『ザ・ビートルズ 1+』に収録された。

#### クレジット
※出典
- ジョン・レノン - ボーカル、リズムギター
- ポール・マッカートニー - ボーカル、ベース
- ジョージ・ハリスン - ハーモニー・ボーカル、リードギター
- リンゴ・スター - ドラム、梱包用ケース

### その他のアーティストによるカバー
- パット・ディニツィオ（英語版） - 2009年に発売されたアルバム『Pat Dinizio/Buddy Holly』に収録[16]。
- ジェシカ・リー・メイフィールド（英語版） - 2009年に発売されたアルバム『Sweetheart: Our Favorite Artists Sing Their Favorite Love Songs』に収録[17]。
- パティ・スミス - 2011年に発売されたアルバム『Rave on Buddy Holly』に収録[18]。
- ジェフ・リン - 2011年に発売されたアルバム『Listen to Me: Buddy Holly』に収録[19]。